# کلات
کلات یا کلات نادر مرکز شهرستان کلات شهری است مرزی در شمال شرقی استان خراسان رضوی. کلات در لغت به معنی ارگ، بارو و قلعه است. شهرت کلات مرهون نام نادر شاه افشار است که پسوند کلات نادر از نام این پادشاه دوره افشاریه گرفته شده‌است. کلات نادر در میان کوه‌های هزار مسجد قرار گرفته و از مشهد تا آن ۱۵۰ کیلومتر جاده کوهستانی است. این شهر، از شمال به وسیله تپه ماهورهای نسبتاً پست به طول ۱۸۰ کیلومتر با کشور ترکمنستان همجوار است. از جنوب به کوه هزارمسجد و شهرستان مشهد، از شرق به شهرستان سرخس و از سمت غرب به شهرستان درگز محدود می‌شود.
قلعهٔ طبیعی کلات محوطه‌ای بیضی شکل است با طول بیش از ۳۰ کیلومتر و عرض ۲۵ کیلومتر که در میان رشته کوه هزار مسجد قرار گرفته و این رشته کوه از جانب جنوب غربی حائلی طبیعی است که این شهر را از مشهد و چناران جدا ساخته‌است.
هنگامی که نادرشاه افشار در خراسان به حکومت رسید، ایران با آسیب جدی ضعف حکومت مرکزی روبه‌رو بود، اما نادر نه تنها این اتحاد را برای ایرانیان به ارمغان آورد، بلکه مهاجمان ایران را نیز به عقب راند و کشورگشایی را تا هندوستان ادامه داد. در این خلال کلات به عنوان پایگاهی نظامی و دژی نفودناپذیر برای نادر دارای اهمیت بود. او پس از فتح هند و حدود سال ۱۱۲۰ خورشیدی دستور ساخت عمارتی را در کلات نادر داد که هم‌اکنون به عمارت خورشید یا کاخ خورشید مشهور است. از شواهد پیدا است که این بنا با نیت آرامگاهی برای نادر ساخته می‌شده‌است و دلیل آن نوع سازه و استفاده از آیات سوره نَبَأْ قرآن در کتیبه ای که دور تا دور سالن اصلی داخل عمارت که دربارهٔ معاد و زندگی پس از مرگ می‌باشد است. این عمارت تا پایان عمر نادر تکمیل نشد؛ اما با همین شرایط در مدت زمان حکومت نادر و حتی پس از آن نیز مورد استفاده قرار می‌گرفت.

## تاریخچه
کلات محل تلاقی تاریخ و جغرافیا است. شهر کلات نادر با توجه به این که در میان کوه قرار گرفته، به سرزمین دژهای نفوذ ناپذیر یا دژ خدای آفرین شهرت دارد. این شهر در دل خود لایه‌های تمدنی بسیاری از دوران تاریخ پیش از اسلام تا دوران معاصر را جای داده‌است. در ضلع شمالی شهر کنونی آثار برج و باروی قلعه‌های دوران ساسانیان کشف شده و دلیل انتخاب کلات توسط نادر نیز همین نفوذناپذیری آن بوده‌است. به عبارت بهتر کلات و عمارت خورشید آن بهترین محل ذخیره گنج‌های نادر بوده‌است. تخت طاووس، الماس کوه نور، الماس دریای نور و گنج‌های حاصل از جهانگشایی او به هندوستان که فراوانی آن و گران بهایی‌اش در تاریخ شهره عام است جایی برای نگهداری نیاز داشت و به گفته برخی مورخان کلات برای این منظور و برای پناه گرفتن در دوران خطر مناسبترین مکان بوده.
مهم‌ترین اثر باقی مانده از سلسله افشاریه با عنوان عمارت خورشید یا در گفته عموم کاخ خورشید در شهر کلات نادر قرار دارد و بنایی ۳ طبقه است که بخشی از حجاری‌های آن توسط معماران هندی انجام شد. این کاخ در مجموع ۱۲ اتاق دارد که داخل هر اتاق تزییناتی از نقاشی و گچ‌بری دیده می‌شود. در میان این تزیینات، تصاویری از شاهزادگان نادری نیز به چشم می‌خورد. در وسط این بنای ۸ ضلعی، برج‌های استوانه‌ای مانند در دوطبقه قرار دارد که به گفته برخی شاید محل اقامت شاه و خانواده‌اش بوده‌است. زیبایی این عمارت بیشتر در آرایش نمای خارجی کنگره‌دار ساختمان است که در آن معماری مغولی-هندی به چشم می‌خورد.
در وسط این بنا نیز از سطح پشت‌بام برجی مدور با ترک‌های شبیه نیم ستون معروف به خیاری احداث شده‌است. کاخ خورشید در طول زمان، دچار آسیب‌های فراوانی شد؛ ازجمله این که هم‌اکنون ارتفاع بنای ۲۵ متری آن به ۲۰ متر کاهش پیدا کرده‌است.

## جمعیت
بر پایه سرشماری عمومی نفوس و مسکن در سال ۱۳۹۵ جمعیت این شهر ۷٬۶۸۷ نفر (در ۲٬۱۱۰ خانوار) بوده‌است.

## تقسیمات کشوری و ساختار شهری
کلات نادر شهری خطی در میان کوه‌های هزار مسجد است که دارای یک ورودی طبیعی از میان رودخانه و دره در سمت شرق و یک ورودی طبیعی مشابه دیگر در سمت غرب می‌باشد. شهر امروزی نیز از شرق به غرب به طول پنج کیلومتر (محدوده خدمات شهرداری) توسعه یافته و ورودی آن یک تونل به طول حدود ۸۵۰ متر است که در دوره معاصر ساخته شده و در قسمت شرقی شهر واقع شده‌است.
کلات نادر از سال ۱۳۳۰ خورشیدی دارای شهرداری بوده و تا سال ۱۳۸۲ که در تقسیمات کشوری شهرستان مستقلی به نام کلات شکل گرفت به عنوان مرکز بخش کلات از توابع و بخشهای شهرستان مشهد به‌شمار می‌آمد. شهر کنونی شامل چند محله اصلی دربند، خوارزم محله، آزغون محله و کبود گنبد است.

## در ادبیات معاصر
نمایشنامهٔ بلند فتحنامهٔ کلات، از نوشته‌های مهم اوشاس، در کلات و ییلاق‌هایش می‌گذرد.